# Elsmere (Delaware)
Elsmere è una città degli Stati Uniti, situata nella Contea di New Castle nello Stato del Delaware. Secondo una stima del 2006 del Census Bureau, la popolazione del comune era di 5.722 abitanti.

## Storia
La città nacque nella prima parte del Novecento perché no fosse inclusa nell'importante città vicina di Wilmington, rispetto alla quale si trova a sudovest. Verso la fine del secolo però, cattive amministrazioni dei sindaci e dei consiglieri comunali hanno mandato in bancarotta il comune, e per poter salvare tutti i servizi primari i cittadini dovettero affrontare ingenti spese.
Fra i numerosi problemi denunciati nella città intorno agli anni 1990, molti residenti lamentavano disservizi degli impiegati, e persino alcuni casi di corruzione nelle recenti elezioni.

## Geografia fisica
Secondo i rilevamenti dello United States Census Bureau, il comune di Elsmere si estende su una superficie di 2,5 km², tutti composti da terre.

## Popolazione
Secondo il censimento del 2000, a Elsmere vivevano 5.800 persone, ed erano presenti 1.487 gruppi familiari. La densità di popolazione era di 2.285,1 ab./km². Nel territorio comunale si trovavano 2.395 unità edificate. Per quanto riguarda la composizione etnica degli abitanti, l'82,41% era bianco, il 9,45% era afroamericano, lo 0,22% era nativo, e lo 0,97% era asiatico. Il restante 6,94% della popolazione appartiene ad altre razze. La popolazione di ogni razza proveniente dall'America Latina corrisponde al 12,09% degli abitanti.
Per quanto riguarda la suddivisione della popolazione in fasce d'età, il 25,1% degli abitanti era al di sotto dei 18 anni, il 9,5% fra i 18 e i 24, il 31,1% fra i 25 e i 44, il 19,7% fra i 45 e i 64, mentre il 14,7% degli abitanti ha oltre 65 anni. L'età media della popolazione era di 36 anni. Per ogni 100 donne residenti vivevano 96 maschi.